# Великоархангельское
Великоархангельское — село в Бутурлиновском районе Воронежской области.
Административный центр Великоархангельского сельского поселения.

## География
Село Великоархангельское расположено в 17 километрах к востоку от районного центра г. Бутурлиновка.

## Население
| 1859 | 1897  | 2010  |
| ---- | ----- | ----- |
| 3374 | ↗4498 | ↘1134 |

## История
Первоначально это был хутор Великий, возникший примерно в середине XVIII века. Здесь насчитывалось 120 дворов и 600 жителей.
После строительства здесь в 1872 году церкви Святого Михаила Архангела поселение стало называться селом Великоархангельским.

## Инфраструктура
Сейчас в селе расположено два общества с ограниченной ответственностью (бывшие колхозы) «Победа» и «Первое мая».
Имеются средняя школа, дом культуры, участковая больница, магазины, библиотека, музей при МКОУ Великоархангельская СОШ, Мемориал Славы.